# Christof Wolff
Christof Wolff (* 11. Dezember 1941 in Brückenau) ist ein deutscher Politiker (CDU). Er war von 1984 bis 2007 Oberbürgermeister von Landau in der Pfalz.
Er studierte Rechts- und Wirtschaftswissenschaften an der Universität Gießen und wurde 1973 an der Hochschule für Verwaltungswissenschaften in Speyer promoviert. Danach war er bis 1975 Dezernent des Landkreises Bad Dürkheim, bis 1980 persönlicher Referent der rheinland-pfälzischen Sozialminister Heiner Geißler und Georg Gölter sowie Beigeordneter des Landkreises Bergstraße.
Von 1984 bis 2007 war Wolff Oberbürgermeister von Landau. Darüber hinaus engagierte er sich während dieser Zeit als Vorsitzender des Städtetags Rheinland-Pfalz, im Präsidium des Deutschen Städtetages und als Vorsitzender des Ausschusses mittlere Städte. 2011 ernannte ihn die Stadt Landau zum Ehrenbürger.